# 佐々木紀代子
佐々木 紀代子（ささき きよこ、1959年4月20日 - ）は、岩手県在住のフリーアナウンサー。旧姓石野（いしの）。福井県坂井郡芦原町（現・あわら市）出身。

## 来歴・人物
1982年、同志社女子大学家政学部卒業後にアナウンサーとしてフジテレビに入社。この年のフジのアナウンサー募集は女性570人。同期のアナウンサーには小出美奈、向坂樹興がいる。藤島高校の同期に元NHKアナウンサーで現在はフリーアナウンサーの近藤冨士雄がいる。
学生時代にアルバイトでKBS京都のアナウンサーをやったことがあり、採用理由について猪島大フジテレビ人事研修担当部長は「カメラテストのフリートークが聞いてて快かった」と発声法（elocution）の良さを評価した。先輩・田丸美寿々、頼近美津子には「優しく教えて頂いてもらっています」と話した。
出産を機にフジテレビを退社。フリーアナウンサーとなる。

## 出演番組
- ふるさと元気隊（エフエム岩手 - 木曜日ふるさと元気隊Thursday『盛岡さんさFM』パーソナリティー・リポーター

## 過去の担当番組
報道番組
| 期間          | 期間          | 番組名                                 | 役職           |
| ------------- | ------------- | -------------------------------------- | -------------- |
| 1984年4月7日  | 1985年3月31日 | FNNニュースレポート5:30（フジテレビ）  | キャスター     |
| 1986年3月24日 | 1986年5月16日 | FNNニュースレポート11:30（フジテレビ） | 小出美奈の代役 |

その他
- 皇室ご一家（フジテレビ、ナレーション）
- 旅立ちは自分らしく ～ 岩手初のホスピス医療 ～（岩手めんこいテレビ、ナレーション）